# 卡羅維發利縣

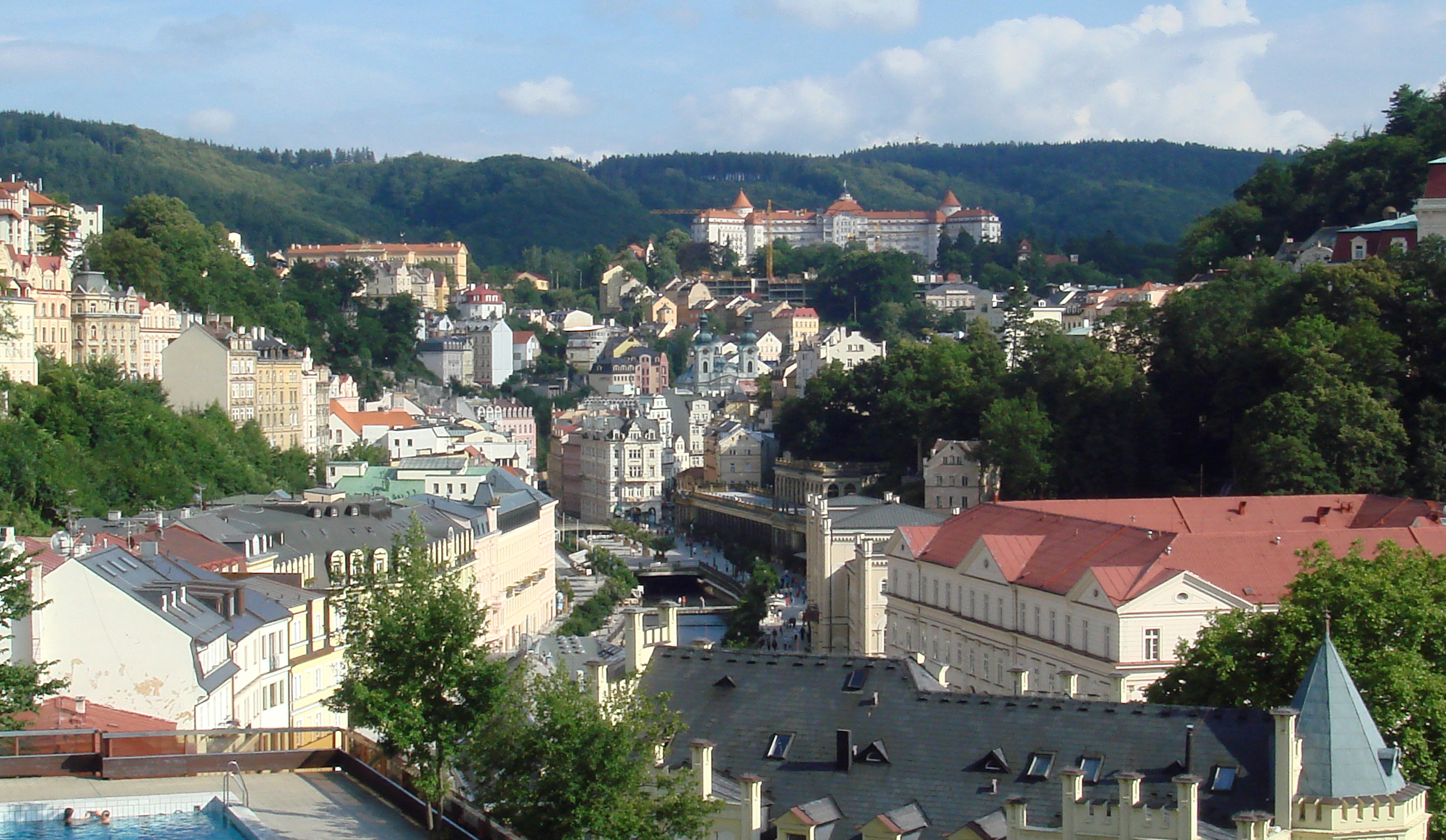

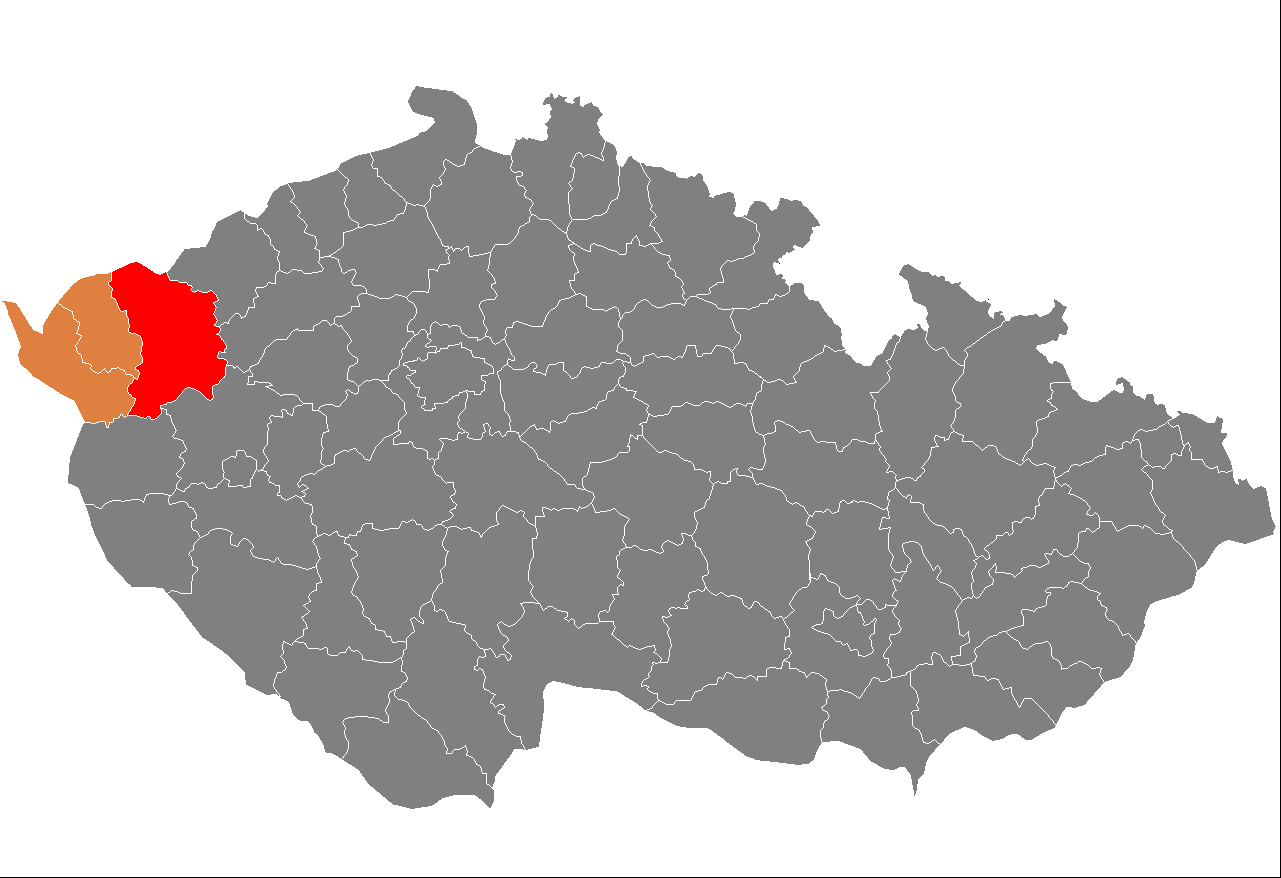

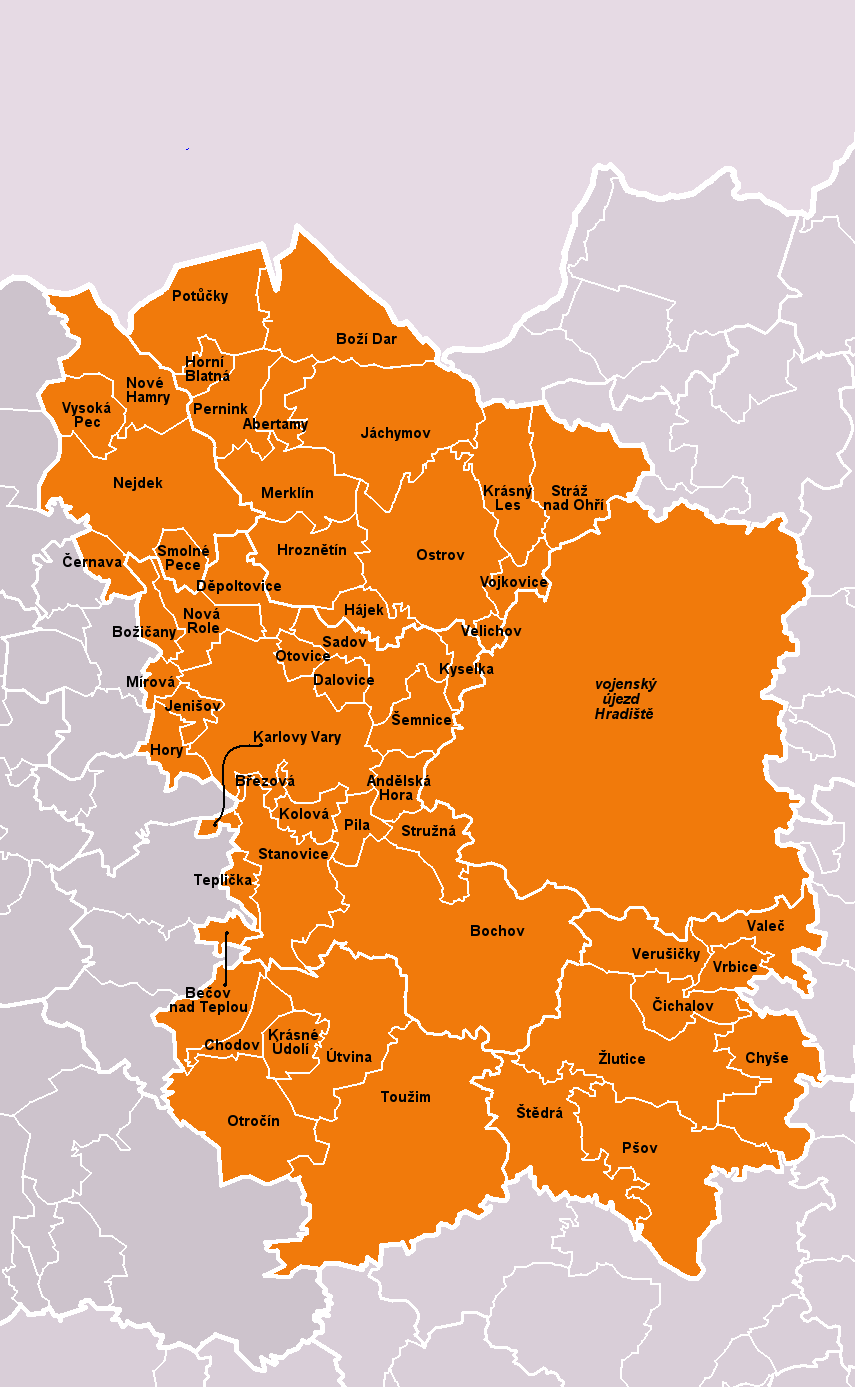

50°13′56″N 12°52′17″E / 50.23222°N 12.87139°E
卡羅維發利縣（捷克語：Okres Karlovy Vary），是捷克西部卡羅維發利州的縣份，县治設於卡羅維發利，面積1,515平方公里，2007年人口117,783，人口密度每平方公里77人。

## 外部連接
- List of towns and villages of the Karlovy Vary District（页面存档备份，存于）